# 牧場物語 橄欖鎮與希望的大地
《牧場物語 橄欖鎮與希望的大地》是Marvelous於2021年2月25日在任天堂Switch平台发售的游戏，同年9月16日推出PC版。预计与2022年7月28日在PlayStation 4平台發售《牧場物語 橄欖鎮與希望的大地 SPECIAL》。

## 游戏内容
和其他系列作品一样，玩家可以在游戏中种植作物、照顾动物、钓鱼等，还可以和橄欖镇上居民谈恋爱、结婚。此外，玩家可以在礦山採礦。

## 外部連結
- 官方网站：日文、中文